# Mauchamps
Mauchamps ist eine französische Gemeinde im Département Essonne in der Region Île-de-France mit 379 Einwohnern (Stand: 1. Januar 2022). Sie gehört zum Arrondissement Étampes und zum Kanton Dourdan. Die Einwohner werden Campusiens genannt.

## Geographie
Mauchamps liegt etwa 38 Kilometer südsüdwestlich des Zentrums von Paris. Umgeben wird Mauchamps von den Nachbargemeinden Boissy-sous-Saint-Yon im Norden und Nordosten, Chamarande im Osten und Südosten, Étréchy im Süden und Südwesten sowie Saint-Sulpice-de-Favières im Westen und Nordwesten.
Die Route nationale 20 bildet die östliche Gemeindegrenze.

## Bevölkerungsentwicklung
| Jahr                       | 1962 | 1968 | 1975 | 1982 | 1990 | 1999 | 2006 | 2012 | 2019 |
| Einwohner                  | 103  | 113  | 114  | 206  | 247  | 273  | 287  | 279  | 289  |
| Quellen: Cassini und INSEE |      |      |      |      |      |      |      |      |      |

## Sehenswürdigkeiten
- Kirche Saint-Jean-Baptiste, seit 1926 Monument historique

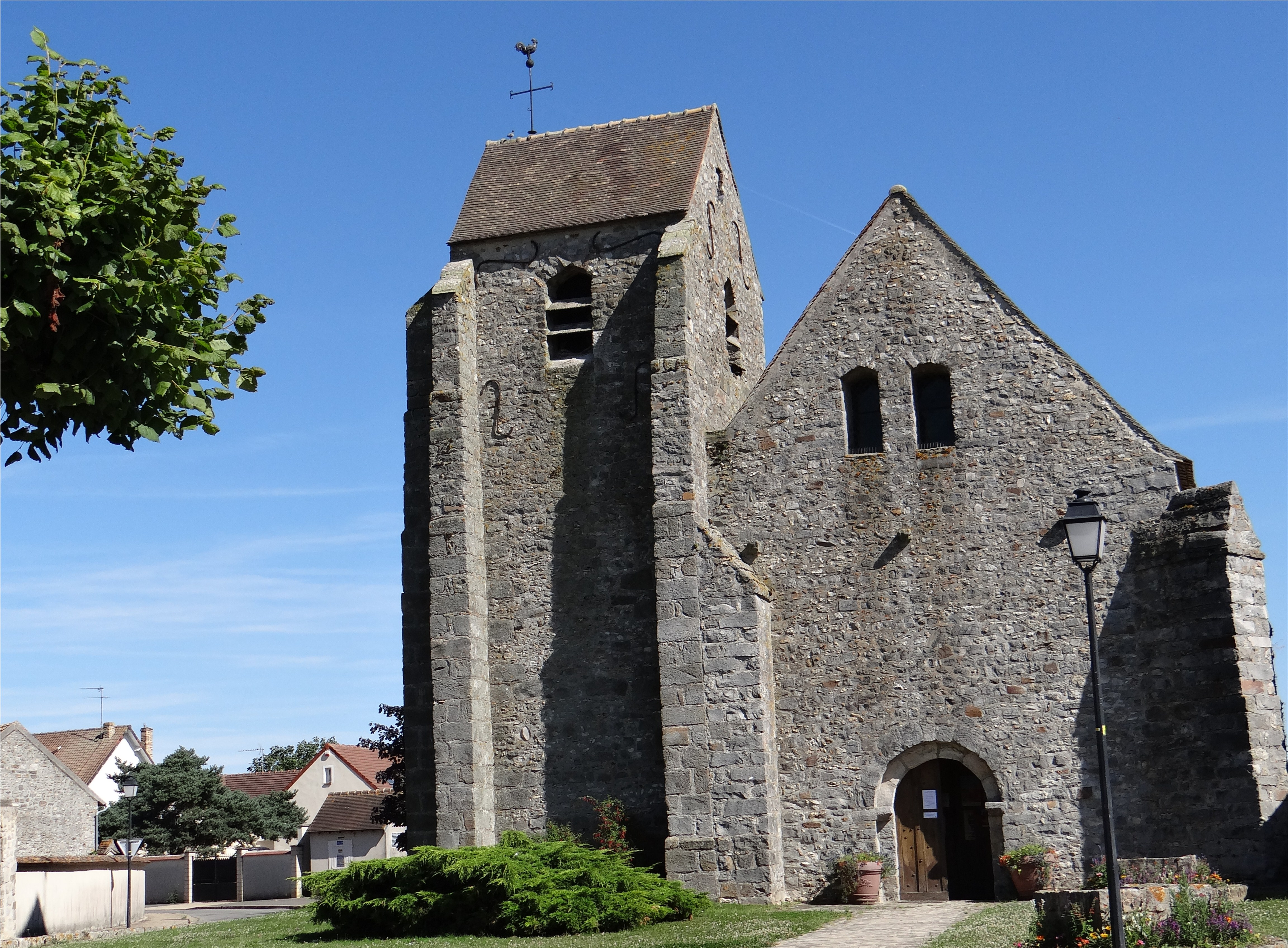
Kirche Saint-Jean-Baptiste

## Gemeindepartnerschaft
Mit der deutschen Gemeinde Hoßkirch in Baden-Württemberg besteht seit 1988 eine Partnerschaft.